# Педро Жеромел
Педро Жеромел (порт. Pedro Geromel, нар. 21 вересня 1985, Сан-Паулу) — бразильський футболіст, центральний захисник клубу «Греміо» і національної збірної Бразилії.
Виступав, зокрема, за клуби «Віторія» (Гімарайнш) та «Кельн».

## Ігрова кар'єра
Народився 21 вересня 1985 року в місті Сан-Паулу. Вихованець футбольної школи клубу «Палмейрас».
У дорослому футболі дебютував 2004 року у Португалії виступами за «Шавіш», в якій провів один сезон, взявши участь у 15 матчах чемпіонату. 
Своєю грою за цю команду привернув увагу представників тренерського штабу клубу «Віторія» (Гімарайнш), до складу якого приєднався 2005 року. Відіграв за клуб з Гімарайнша наступні три сезони своєї ігрової кар'єри. Більшість часу, проведеного у складі «Віторії», був основним гравцем захисту команди.
У 2008 році уклав контракт з клубом «Кельн», у складі якого провів наступні чотири роки своєї кар'єри гравця.  Граючи у складі «Кельна» також здебільшого виходив на поле в основному складі команди.
Протягом 2012—2013 років захищав кольори команди клубу «Мальорка».
До складу «Греміо» приєднався 2014 року на правах оренди, а за рік уклав з клубом повноцінний контракт. Відтоді встиг відіграти за команду з Порту-Алегрі понад 100 матчів в національному чемпіонаті.

### Кар'єра в збірній
27 серпня 2016 року отримав свій перший виклик до національної збірної Бразилії, змінивши у зявці команди травмованого Родріго Кайо.
Проте дебютував на той час 31-річний оборонець за головну команду країни лише 25 січня 2017 року, повністю провівши на полі усі 90 хвилин товариської гри проти збірної Колумбії. Друга ж гра Жеромела за збірну відбулася лише у березні 2018 року, після чого у травні того ж року його було включено до її заявки для участі у чемпіонаті світу 2018. 

## Титули і досягнення
- Володар Кубка Бразилії (1):

«Греміо»: 2016
- Володар Кубка Лібертадорес (1):

«Греміо»: 2017
- Переможець Рекопи Південної Америки (1):

«Греміо»: 2018